# Булаксор
Булаксор (каз. Бұлақсор) — упразднённое село в Аулиекольском районе Костанайской области Казахстана. Входило в состав Тимофеевского сельского округа. Находится примерно в 47 км к юго-западу от районного центра, села Аулиеколь. Код КАТО — 393649200. Ликвидировано в 2013 году.

## Население
В 1999 году население села составляло 128 человек (65 мужчин и 63 женщины). По данным переписи 2009 года, в селе проживали 23 человека (12 мужчин и 11 женщин).